# Supalonely
"Supalonely" é uma canção da cantora neozelandesa Benee, gravada para seu segundo extended play (EP) Stella & Steve (2019). Conta com a participação do cantor norte-americano Gus Dapperton. Foi lançada como o terceiro e último single do EP. A canção ganhou imensa popularidade na plataforma de compartilhamento de vídeo online TikTok em março de 2020, ganhando mais de 6,9 bilhões de plays no mês. Atingiu o TOP 40 em mais de 25 países, incluindo Reino Unido, Estados Unidos, Austrália, Canadá, França, Alemanha, Holanda e Nova Zelândia, ganhando uma certificação de ouro em sua segunda semana neste último.